# Joseph Steenbrink
Joseph Steenbrink (* 1947) ist ein niederländischer Mathematiker, der sich mit algebraischer Geometrie befasst.

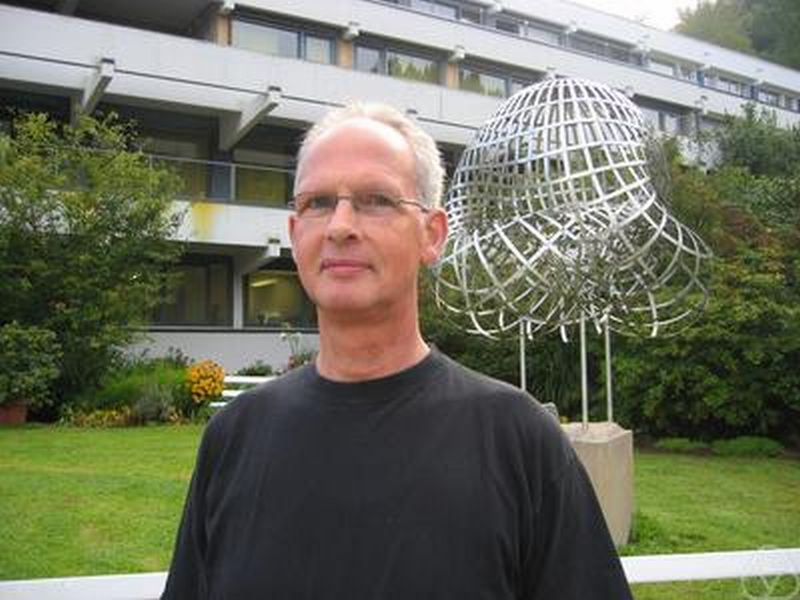
Joseph Steenbrink, Oberwolfach 2006

Steenbrink wurde 1974 an der Universität Amsterdam bei Frans Oort promoviert (Limits of Hodge Structures and Intermediate Jacobeans). Er war bis zu seiner Emeritierung Professor an der Radboud-Universität Nijmegen. Danach nahm er eine Vertretungsprofessur an der Universität Köln für Mathematikdidaktik an.
Er befasst sich mit Singularitätentheorie (unter anderem von dreidimensionalen Calabi-Yau Varietäten), gemischten Hodge-Strukturen (nach Pierre Deligne), Variation von Hodge-Strukturen (nach Phillip Griffiths).
Er war Gastredner auf dem Internationalen Mathematikerkongress 1990 in Kyoto (Applications of Hodge Theory to Singularities).
Zu seinen Doktoranden gehört Aise Johan de Jong.

## Schriften
- mit Steven Zucker: Variation of mixed Hodge structure. I. In: Inventiones Mathematicae. Band 80, Nr. 3, 1985, S. 489–542, doi:10.1007/BF01388729.
- als Herausgeber mit Gerard van der Geer, Frans Oort: Arithmetic algebraic geometry (= Progress in Mathematics. 89). Birkhäuser, Boston MA u. a. 1991, ISBN 0-8176-3513-0.
- mit Yoshinori Namikawa: Global smoothing of Calabi-Yau-threefolds. In: Inventiones Mathematicae. Band 122, 1995, S. 403–419, doi:10.1007/BF01231450.
- als Herausgeber mit Vladimir I. Arnold, Gert-Martin Greuel: Singularities. The Brieskorn Anniversary Volume (= Progress in Mathematics. 162). Birkhäuser, Boston MA u. a. 1998, ISBN 0-8176-5913-7.
- mit Chris A. M. Peter: Mixed Hodge Structures (= Ergebnisse der Mathematik und ihrer Grenzgebiete. Folge 3, Band 52). Springer, Berlin u. a. 2008, ISBN 978-3-540-77015-2.
- Mijn Spectrum. In: Nieuw Archief voor Wiskunde. Band 5, Nr. 4, 2012, ISSN 0028-9825, S. 263–268, (Abschiedsvorlesung).